# ペギー・グランヴィル＝ヒックス

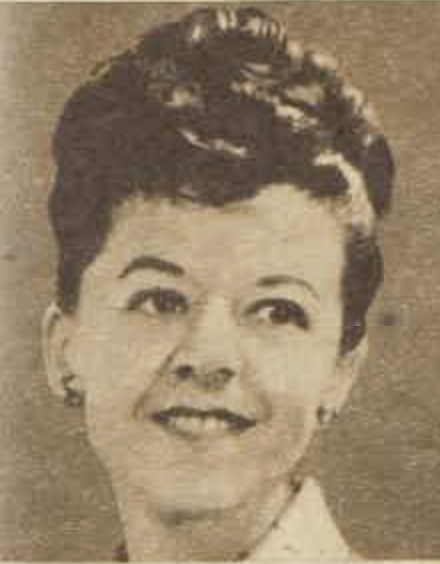
Peggy Glanville-Hicks, 1948

ペギー・グランヴィル＝ヒックス（Peggy Glanville-Hicks、1912年12月29日 - 1990年6月25日）は、オーストラリアの作曲家。

## 生涯
メルボルン出身。1931年から1936年までロンドンの王立音楽大学に留学し、ピアノをアーサー・ベンジャミンに、指揮をコンスタント・ランバートとマルコム・サージェントに、作曲をレイフ・ヴォーン＝ウィリアムズに師事した。その他にナディア・ブーランジェとエゴン・ヴェレスについて学んだ。1949年から1958年までニューヨーク・ヘラルド・トリビューン紙の音楽批評を担当した。1950年にイギリスを離れ、1978年までギリシャに居住した。1980年代にオーストラリアに帰国するが、その前にアメリカ合衆国でジョージ・アンタイルの『バレエ・メカニック』をパーカッションアンサンブル用に編曲している。
1938年から1949年までイギリスの作曲家スタンリー・ベイトと結婚していた。

## 音楽
主な作品には『太平洋交響曲』『エトルリア協奏曲』『ロマン的協奏曲』、ニカノール・サバレタによって初演された『ハープソナタ』などがある。またオペラには『すげかえられた首』『ナウシカ』『サッフォー』がある。